# Allan McLeod Cormack
Allan McLeod Cormack (Johannesburg, 23 febbraio 1924 – Winchester, 7 maggio 1998) è stato un fisico sudafricano naturalizzato statunitense, premio Nobel per la medicina nel 1979, insieme a  Godfrey Hounsfield, per i suoi lavori sulla tomografia computerizzata a raggi X.